# Verbij, Mîkolaiiv
Verbij (în ucraineană Вербіж) este un sat în comuna Honeatîci din raionul Mîkolaiiv, regiunea Liov, Ucraina.

## Demografie
Componența lingvistică a localității Verbij
     Ucraineană (99,87%)
Conform recensământului din 2001, majoritatea populației localității Verbij era vorbitoare de ucraineană (99,87%), existând în minoritate și vorbitori de alte limbi.